# Gabriel Morón
Gabriel Morón Díaz (Puente Genil, 21 de diciembre de 1896 - Ciudad de México, 9 de agosto de 1973) fue un periodista y político socialista español. Alcalde de Puente Genil, fue también gobernador civil de Almería.

## Biografía
Nació el 21 de diciembre de 1896 en Puente Genil. Miembro de la Unión General de Trabajadores desde 1912 y del Partido Socialista desde 1913, desarrolló su trabajo como periodista en publicaciones locales cordobesas, muchas de ellas dentro del ámbito de los periódicos y semanarios políticos de la época, aunque también lo hizo en medios de tirada y ámbito nacional como El Sol. Activo propagandista del socialismo español en toda la provincia de Córdoba, sufrió prisión en 1918 durante la represión posterior a la crisis de 1917 que llevó a cabo el gobierno monárquico contra muchos de los líderes obreros. Poco después, con la dictadura de Primo de Rivera y enfrentado a las tesis colaboracionistas de algunas organizaciones socialistas, fue perseguido y se le obligó al destierro. 
Proclamada la república en abril de 1931, en las elecciones municipales fue elegido concejal de Puente Genil, pasando a ocupar el cargo de alcalde de la localidad, y también fue elegido diputado en las elecciones a Cortes Constituyentes del mismo año por la circunscripción electoral de Córdoba, por lo que abandonó la alcaldía hasta 1932. Con la victoria de la Confederación Española de Derechas Autónomas en las elecciones generales y la represión por la revolución de 1934, ingresó de nuevo en prisión. Salió en 1936, con la victoria del Frente Popular recuperando la alcaldía.
Morón, masón, ingresó en la logia de Córdoba en 1924, para después pasar  a la Logia 18 Brumario de su localidad natal, con el nombre simbólico de Engels.
Con el golpe de Estado que dio lugar a la Guerra Civil en 1936, Gabriel Morón fue nombrado en octubre de ese año gobernador civil de la provincia de Almería con el encargo expreso de devolver a la misma y a las instituciones provinciales y locales a la normalidad tras las reacciones populares contra los sublevados, tanto civiles como militares, junto con el líder socialista almeriense Cayetano Martínez Artés que se enfrentaba al anarquista Francisco Maroto. A mediados de 1937 el ministro de la gobernación, Julián Zugazagoitia, le nombró subdirector general de Seguridad para que supervisara al director general, Antonio Ortega Gutiérrez, del que Zugazagoitia desconfiaba profundamente. Poco después, tras la destitución de Ortega, pasó a ejercer durante algún tiempo las funciones de director general de Seguridad, para ocuparse después de la subdirección de El Socialista que se editaba en aquellos momentos desde Barcelona.
A punto de finalizar la guerra civil, huyó en enero de 1939 a Francia y, desde allí, marchó a la República Dominicana y en 1941 a México, donde trabajo como periodista y escritor hasta su muerte, que se produjo el 9 de agosto de 1973 en Ciudad de México.